# Hermann Gieseler
Hermann Gieseler (* 23. Mai 1889 in Aschersleben; † 25. August 1948 in Magdeburg) war ein deutscher Gewerkschaftsfunktionär.

## Leben
Gieseler wurde als Sohn eines Maurers geboren und erlernte den Beruf des Glasers. Schon im Alter von 14 Jahren engagierte er sich in der Arbeitersportbewegung. Im Jahr 1908 trat er der Gewerkschaft der Holzarbeiter und 1909 der SPD bei. Von 1914 bis 1916 nahm er als deutscher Soldat am Ersten Weltkrieg teil.
Nach seinem Ausscheiden aus dem Wehrdienst fand er 1916 eine Anstellung als Dreher und Fräser bei den Hans Grade Motorenwerken Magdeburg. Im gleichen Jahr wurde Gieseler Mitglied im Deutschen Metallarbeiter-Verband (DMV). Er wurde zum Vertrauensmann, zum Betriebsratsvorsitzenden und zum Mitglied des Vorstandes der Ortsgruppe Magdeburg des DMV gewählt. 1921 erfolgte auf der 15. Generalvollversammlung des Verbandes seine Wahl zum Revisor.  Von 1922 bis 1925 war er Vorsitzender des zur Arbeitersportbewegung gehörenden Turn- und Sportverein „Fichte“ in Magdeburg-Sudenburg. 1926 schied Gieseler bei den Grade-Werken aus und arbeitete bis 1945 bei der Stadtverwaltung Magdeburg. In der Zeit des Nationalsozialismus betätigte er sich illegal in der Arbeitersportbewegung.
Nach dem Ende des Zweiten Weltkrieges war Gieseler Mitglied der SPD Stadtbezirksgruppe Magdeburg-Friedrichstadt und engagierte sich früh für den Wiederaufbau der Gewerkschaften in Magdeburg. Er wurde Vorsitzender der IG Öffentliche Betriebe und im Oktober 1946 auch Vorsitzender des Magdeburger Kreisverbandes des FDGB.

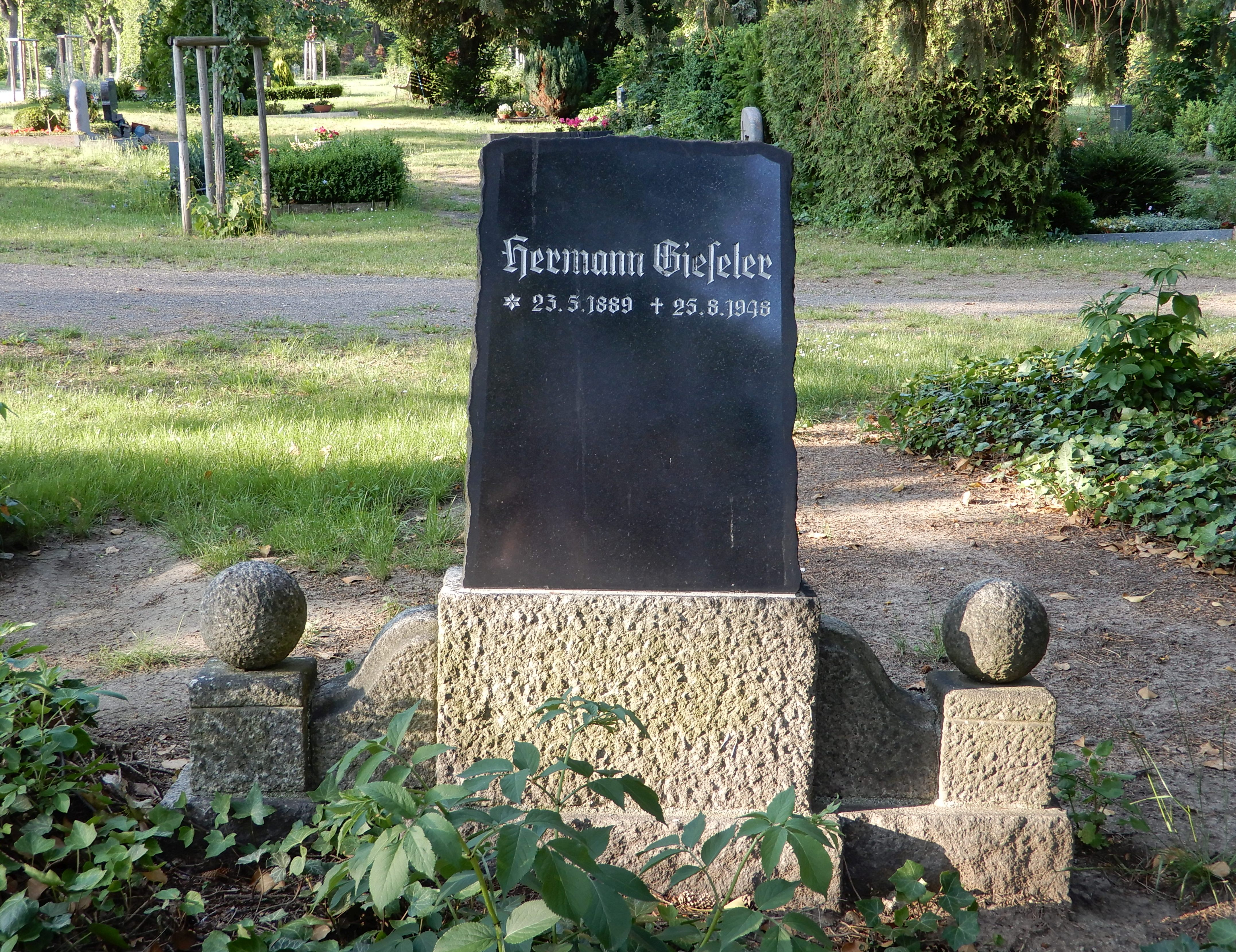
Grab auf dem Friedhof Aschersleben

Am 25. August 1948 verunglückte Gieseler bei einem Transport von Baustoffen für den Wiederaufbau des im Krieg zerstörten Magdeburger Gewerkschaftshauses am Ratswaageplatz tödlich und wurde in seiner Geburtsstadt Aschersleben begraben.

## Ehrungen
Ihm zu Ehren benannte die Stadt Magdeburg eine Straße (Hermann-Gieseler-Straße) und eine große Sporthalle. Nach dem Ende der DDR erhielt die Straße wieder ihren ursprünglichen Namen (Straße Am Fort). Die Hermann-Gieseler-Halle trägt weiter seinen Namen. Ein mittlerweile abgerissenes Hotel in Schierke war zu DDR-Zeiten ein nach ihm benanntes FDGB-Erholungsheim.